# Rallye Dakar 1986
Navigation
Édition précédente Édition suivante
Le Rallye Dakar 1986 ou Paris-Alger-Dakar 1986 est la 8e édition du Rallye-Raid Paris-Dakar. Elle se déroule du 1er janvier 1986 au 22 janvier 1986. C'est la plus meurtrière des éditions mais aussi une des plus dures de l'histoire du Rallye. Elle est notamment marquée par un accident aérien entraînant la mort de Thierry Sabine et Daniel Balavoine.
L'édition débute par un prologue de 7 km à Cergy Pontoise et s'achève au Lac Rose près de Dakar. La compétition voit les débuts de Jean-Louis Schlesser sur un 4x4 ARO. L'équipe organisatrice se veut généreuse envers les populations locales en livrant des pompes à eau au Sahel via l'action humanitaire mise en place par Daniel Balavoine.

## Course

### Les forces en présence
Au départ du rallye-raid, il y a 486 équipages décomposés en 282 voitures, 131 motos et 71 camions.
- côté auto : Porsche est encore favorite avec ses 959 rallyes. Mercedes s'aligne encore.

- côté camions : le Néerlandais Jan de Rooy aligne un camion DAF bimoteur de 500 chevaux qui peut monter à plus de 200 km/h.

### Le rallye en lui-même
La course débute par le traditionnel prologue de Cergy qui voit la victoire de Jean-Claude Dayraut et Pierre-Marie Poli en moto. La course quitte ensuite la France à Sète où se produit le premier drame qui plombe la course d'entrée. En effet, le japonais Yazuko Keneko (41 ans), l'un des rares à prendre part à la course, est mortellement fauché le 2 janvier à 1h30 du matin lors de la liaison par un véhicule d'assistance dont le conducteur était ivre au moment des faits.
Le lendemain c'est dans une ambiance lourde, que l'épreuve repart d'Alger vers le sud de l'Algérie qui est impitoyable pour le débutant Jean-Louis Schlesser qui doit abandonner dès El Golea lâché par sa boîte de vitesses. Henri Pescarolo ne va guère plus loin puisqu'en direction de Tamanrasset et du Hoggar, il ne parcourt que 15 km avant de voir son Land-Rover partir en flamme.
Le pays berbère est d'ailleurs fatal à de nombreux pilotes qui doivent renoncer dans les premières dunes et le fech-fech qui condamne de nombreux espoirs dont ceux de Rahier et Bacou qui chutent dans un trou ; l'un est indemne l'autre a une jambe cassée.
Le Dakar tourne vite à un à un duel entre Porsche et Rover. Au cours de la boucle autour de Tamanrasset, avant de rejoindre Dirkou au Niger, il ne reste plus que 141 équipages autos et camions et 54 motos, soit moins de la moitié des concurrents au départ. Le désert ne fait que commencer.
Le rallye entre dans le désert. Lors de l'étape d'Agadem, il ne reste plus qu'une femme Nicole Bassot, après l'abandon de Véronique Anquetil qui est victime d'une chute et abandonne.
L'étape suivante vers Zinder, le 11 janvier vers 18 heures au soir un nouveau drame se produit quand le motard français équipier de Cyril Neveu, Jean-Michel Baron est victime d'une chute dans le Ténéré après la fin de la spéciale qu'il termine 10e. Lors de la Liaison vers Zinder, il chute sur une route goudronnée. Passant dans un nid de poule à 150 km/h, il percute le sol tête première, perdant son casque. Secouru très vite par d'autres pilotes, il est évacué par Thierry Sabine dans un état désespéré. En effet, sous le choc, il a été victime d'une fracture des vertèbres cervicales et d'un très grave traumatisme crânien. Il est rapatrié dans un état de coma dépassé. Les médecins le soignent pendant de nombreuses années et réussissent à le sauver. Mais complètement paralysé avec des graves lésions cérébrales et totalement dépendant. Il meurt finalement d'une insuffisance pulmonaire en 2010, après 24 ans dans un état végétatif.
Lors de l'étape suivante, Hubert Auriol se casse la clavicule et abandonne.
Le 14 janvier, alors que Baron est évacué vers Paris, Thierry Sabine et Daniel Balavoine partent donner le coup d'envoi d'un match de football, ils ne reviendront jamais. Jean-Luc Roy, Yann Arthus-Bertrand qui suit le rallye ainsi que Patrick Chêne devaient embarquer mais ils préfèrent rester à Bamako.
Initialement, le vol aurait dû transporter François-Xavier Bagnoud, Thierry Sabine, Jean-Luc Roy, Yann Arthus-Bertrand et Patrick Chêne.
À la suite de plusieurs changements, les personnes embarquées sont : François-Xavier Bagnoud, Thierry Sabine, Daniel Balavoine, Nathalie Odent (voyant qu'il restait de la place dans l'hélicoptère) et Jean-Paul Le Fur.
La suite du rallye est sombre et le cœur n'y est plus. La course est reléguée au second plan. Elle est marquée par un ultime drame le dernier jour, quand l'Italien Gianpaolo Marianoni est victime d'une chute bénigne en apparence mais victime d'une rupture de la rate. Il se relève termine le rallye 13e mais meurt deux jours plus tard, car non pris en charge à temps. Plusieurs autres morts plus indirectes ont eu lieu dans ce Rallye Dakar 1986 qui est le plus meurtrier à ce jour.
Le rallye voit la troisième victoire de René Metge et la quatrième de Cyril Neveu.

## Étapes
| Étape | Date       | Départ                   | Arrivée               | Total (km) |
| ----- | ---------- | ------------------------ | --------------------- | ---------- |
| 1     | 1 janvier  | Versailles France        | Sète France           | 1.100      |
|       | 2 janvier  | Transport vers l'Afrique |                       |            |
| 2     | 3 janvier  | Alger Algérie            | Ghardaia Algérie      | 660        |
| 3     | 4 janvier  | Ghardaia Algérie         | El Golea Algérie      | 580        |
| 4     | 5 janvier  | El Golea Algérie         | In Salah Algérie      | 550        |
| 5     | 6 janvier  | In Salah Algérie         | Tamanrasset Algérie   | 649        |
| 6     | 7 janvier  | Tamanrasset Algérie      | Iférouane Niger       | 549        |
| 7     | 8 janvier  | Iférouane Niger          | Agadez Niger          | 279        |
| 8     | 9 janvier  | Agadez Niger             | Dirkou Niger          | 645        |
| 9     | 10 janvier | Dirkou Niger             | Agadem Niger          | 285        |
| 10    | 11 janvier | Agadem Niger             | Zinder Niger          | 910        |
| 11    | 12 janvier | Zinder Niger             | Niamey Niger          | 915        |
|       | 13 janvier | Jour de repos            |                       |            |
| 12    | 14 janvier | Niamey Niger             | Gourma-Rharous Mali   | 814        |
| 13    | 15 janvier | Gourma-Rharous Mali      | Bamako Mali           |            |
| 14    | 16 janvier | Bamako Mali              | Labé Guinée           | 986        |
| 15    | 17 janvier | Labé Guinée              | Kayes Mali            | 600        |
| 16    | 18 janvier | Kayes Mali               | Kiffa Mauritanie      |            |
| 17    | 19 janvier | Kiffa Mauritanie         | Boutilimit Mauritanie |            |
| 18    | 20 janvier | Boutilimit Mauritanie    | Saint-Louis Sénégal   | 314        |
| 19    | 21 janvier | Saint-Louis Sénégal      | Saly Portudal Sénégal | 620        |
| 20    | 22 janvier | Saly Portudal Sénégal    | Dakar Sénégal         | 200        |

## Classements finaux

### Motos
29 des 131 motos inscrites ont terminé la course. Après des années de domination absolue française en moto, les Italiens apparaissent, avec 6 places dans le top 10, même si la victoire reviendra pour la 4ème et avant-dernière fois au Français Cyril Neveu. Cette édition fut également marquée par la mort de Giampaolo Marinoni : le pilote italien, tout en reprenant la course après une grave chute dans la dernière étape et en terminant 13º au classement général, est décédé à l’hôpital deux jours après son hospitalisation à la fin de la manifestation.
| Pos. | Pilote                  | Moto          |
| ---- | ----------------------- | ------------- |
| 1    | Cyril Neveu             | Honda NXR 750 |
| 2    | Gilles Lalay            | Honda NXR 750 |
| 3    | Andrea Balestrieri (it) | Honda XL600LM |
| 4    | Thierry Charbonnier     | Yamaha        |
| 5    | Ciro De Petri           | Honda         |
| 6    | Edi Orioli              | Honda         |
| 7    | Andrea Marinoni (ca)    | Yamaha        |
| 8    | Eddy Hau                | BMW           |
| 9    | Giampiero Findanno      | Yamaha        |
| 10   | Franco Picco            | Yamaha        |

### Autos
100 des 282 voitures inscrites ont terminé la course.
| Pos. | Équipage                              | Véhicule    |
| ---- | ------------------------------------- | ----------- |
| 1    | René Metge / Dominique Lemoyne        | Porsche     |
| 2    | Jacky Ickx / Claude Brasseur          | Porsche     |
| 3    | Hubert Rigal / Bernard Maingret       | Mitsubishi  |
| 4    | Pierre Lartigue / Bernard Giroux      | Lada        |
| 5    | Andrew Cowan / Johnstone Syer         | Mitsubishi  |
| 6    | Roland Kussmaul / Wolf-Hendrik Unger  | Porsche     |
| 7    | Patrick Zaniroli / Jean da Silva      | Mitsubishi  |
| 8    | Jean-Pierre Gabreau / Dominique Pipat | Range Rover |
| 9    | Jean Bouchet / Jacques Villepigue     | Toyota      |
| 10   | Maurice Gierst / Frédéric Bouvy       | Range Rover |

### Camions
| Pos. | Pos. (Auto) | Équipage                               | Camion          | Temps       |
| ---- | ----------- | -------------------------------------- | --------------- | ----------- |
| 1    | 25º         | Giacomo Vismara Giulio Minelli         | Mercedes Unimog | 82h52'19"   |
| 2    | 28º         | Hans Heyer Aldo Winkler                | MAN             | 85h56'52"   |
| 3    | 30º         | Salvador Cañellas (ca) Domenech Ferran | Pegaso          | 87h05'41"   |
| 4    | 32º         | Lutz Bernau Egmont Bartmann            | MAN             | 89h43'45"   |
| 5    | 45º         | Athanare Papadimitriou Börje Rosvall   | Volvo           | 100h.53'34" |
| 6    | 54º         | Jacques Houssat Claude Brubach         | Mercedes Unimog |             |
| 7    | 56º         | Giangregorio Carnevale Massimo Repetti | Astra           |             |
| 8    | 58º         | Andrea Belotti Giampiero Consonni      | Mercedes Unimog |             |
| 9    | 61º         | Georges Gattinger Helmut Pohl          | MAN             |             |
| 10   | 64º         | Hans Obermeyer Rolf Huber              | MAN             |             |